# Telipogon octavioi
Telipogon octavioi är en orkidéart som beskrevs av Dodson och Rodrigo Escobar. Telipogon octavioi ingår i släktet Telipogon och familjen orkidéer. Inga underarter finns listade i Catalogue of Life.